# SIMes
SIMes (též H2Imes) je organická sloučenina patřící mezi N-heterocyklické karbeny, používaná jako ligand v organokovové chemii. Má podobnou strukturu jako častěji používaný ligand IMes, který se liší pouze přítomností dvojné vazby na karbenovém kruhu. Je složkou Grubbsova katalyzátoru druhé generace.
Tato látka se připravuje alkylací trimethylanilinu dibromethanem, uzavřením kruhu a dehydrohalogenací.